# Berbești (Maramureș)

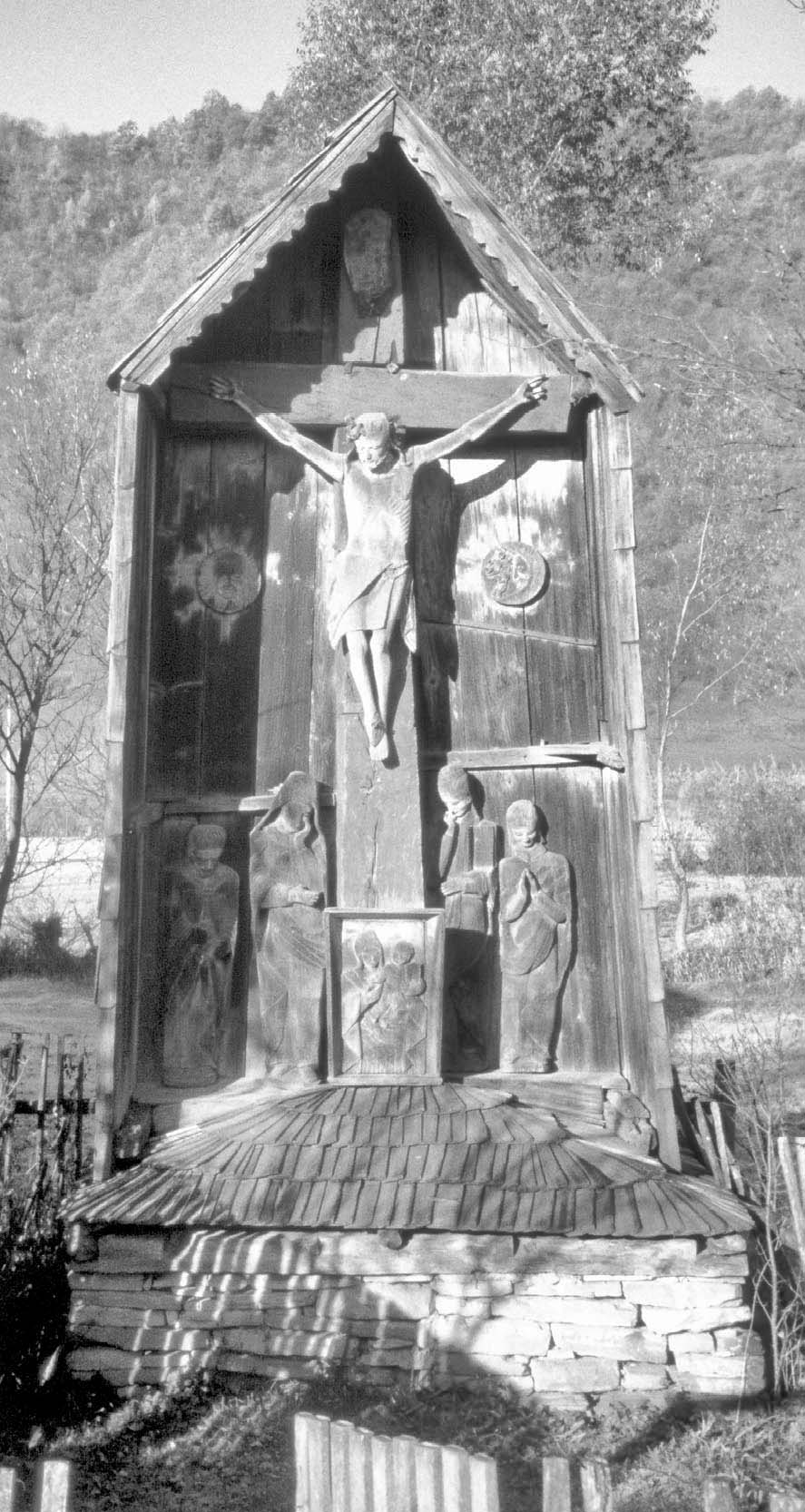
Bergarbeiteraltar Troiță de la Berbești, 18. Jhd. in Berbești

Berbești (deutsch Berbesch, ungarisch Bárdfalva) ist ein Dorf in Rumänien im Kreis Maramureș. Es ist Teil der Gemeinde Giulești (Ludwigsdorf).

## Lage
Am Fluss Mara und der Nationalstraße DN 18 befindet sich das Dorf vier Kilometer nördlich vom Gemeindezentrum entfernt.

## Sehenswürdigkeiten
Eine besondere Sehenswürdigkeit ist ein Flurkreuz, die „Troiță de la Berbești“ aus dem 18. Jahrhundert. Sie wurde der Legende nach von einem Künstler geschaffen, der Leibeigener eines Grafen war. Durch die Schaffung des besonderen Kunstwerkes, sei ihm die Leibeigenschaft angeblich erlassen worden. Im Verzeichnis historischer Denkmäler des Ministeriums für Kultur und nationales Erbe (Ministerul Culturii și Patrimoniului Național) steht das Flurkreuz unter Denkmalschutz.
Im Dorf gibt es ein Museum.
Im Museum von Maramureș ist u. a. ein Mahlgang aus einer Mühle von Berbești zu sehen. Eine rumänische Briefmarke in einer Serie von sechs Bauernhäusern aus dem Jahr 1989 zeigt ein Bauernhaus aus Berbești aus dem 18. Jahrhundert.